# Ede Zathureczky
Ede Zathureczky (Igló, 24 agosto 1903 – Bloomington, Indiana, 31 maggio 1959) è stato un violinista e musicologo ungherese.

## Biografia
Ede Zathureczky iniziò a studiare violino nella sua città natale. Nel 1914, la sua famiglia si trasferì a Kassa (Košice), dove il giovane violinista continuò gli studi sotto la guida di Tivadar Kun. In seguito studiò con Jenő Hubay alla Reale Accademia musicale ungherese di Budapest, diplomandosi nel maggio del 1922. Dallo stesso anno si dedicò alla carriera concertistica, suonando anche assieme a Béla Bartók e Ernő Dohnányi. Nel 1929 venne nominato assistente di Hubay, nel 1935 fu nominato professore e nel 1943 assunse la direzione dell'Accademia musicale Liszt. Emigrato negli Stati Uniti dal 1957 insegnò storia della musica all’Indiana University di Bloomington.      
Restio alle registrazioni discografiche, fece poche eccezioni registrando con Ernő Dohnányi composizioni di Mozart, Beethoven e Schumann e poche altre musiche con Menahem Pressler.
Tra i suoi allievi si ricordano György Pauk,  Dénes Kovács, Péter Komlós, Albert Kocsis, Ferenc Halász, Sándor Devich, Gabriella Lengyel, Róbert Virovai, Ferenc Albert, Eszter Boda.